# Ефремов, Григорий Михайлович
Григорий Михайлович Ефремов (29 февраля [13 марта] 1916, Березово, Тобольская губерния — 1 апреля 1978, Красная Звезда, Курганская область) — работник советского сельского хозяйства, директор совхоза «Красная Звезда» Шадринского района Курганской области, Герой Социалистического Труда (1966), участник Великой Отечественной войны, гвардии майор.

## Биография
Григорий Ефремов родился 29 февраля (13 марта) 1916 в многодетной крестьянской семье в деревне Берёзово Глядянской волости Курганского уезда Тобольской губернии, ныне село Нижнеберезово входит в Притобольный муниципальный округ Курганской области. Русский.
Трудиться начал с 1934 года в колхозе им. К. Маркса в селе Берёзово (ныне село Нижнеберезово Притобольного муниципального округа Курганской области). В 1935 году бригадир тракторной бригады Ялымской МТС (село Ялым ныне Притобольного муниципального округа Курганской области). Окончил Челябинскую школу тракторных механиков (1937), работал участковым механиком, заведующим машинно-тракторных мастерских Ялымской МТС. Член ВЛКСМ.
В 1937 году был призван в Рабоче-крестьянскую Красную Армию Глядянским РВК Челябинской области. Служил на границе на Дальнем Востоке, в танковой части. Был радистом на танке, механиком-водителем.
В 1939 году вступил в ВКП(б), в 1952 году партия переименована в КПСС.
Окончил Военно-политическое училище Забайкальского военного округа в городе Иркутске. Служил в должности политрука батареи.
В июне 1941 года часть разместили в железнодорожном составе и направили на запад. Участник Великой Отечественной войны. В августе 1941 года был тяжело ранен, пуля раздробила правую руку. Несколько месяцев провел в госпитале, после излечения был комиссован по здоровью, но в тыл не ушел. Был назначен комиссаром маршевого батальона, с ним и ушел на фронт. Воевал в танковых частях комиссаром, заместителем командира 168-го отдельного зенитного артиллерийского дивизиона по полит. части. Его дивизион сбил сто семьдесят пять вражеских самолётов. Войну закончил в звании гвардии майора. В декабре 1946 году был уволен в запас.
Вернулся на родину. В Курганском обкоме партии попросил направить его на самый трудный участок работы и был назначен директором отстающей тогда по всем показателям Понькинской МТС (село Понькино Шадринского района). Обстановка в МТС напоминала фронтовую, тракторы и комбайны ремонтировали зимой под открытым небом, люди грелись у костров. Новый директор приложил все усилия для изменения обстановки, с весны в МТС хозяйственным способом уже строили мастерскую. Через год все 15 колхозов Понькинской зоны были с хлебом. Настойчивые преобразования закончились тем, что некогда отстающая в области Понькинская МТС четыре года подряд участвовала с показом опыта работы на Всесоюзной сельскохозяйственной выставке, многие работники МТС, в их числе и Г. М. Ефремов, были удостоены медалей Всесоюзной выставки. В 1954 году он выступал с обменом опыта работы на Всесоюзном совещании работников МТС в городе Москве. Окончил заочно Петуховский техникум механизации.
В 1957 году МТС начали расформировывать, и Ефремов был назначен директором отстающего совхоза «Красная Звезда» Шадринского района, имевшего свиноводческое направление. И снова хлопоты по созданию материальной базы по развитию производства, по решению социальных проблем селян. Понимая, что лучшие корма даст своя земля, за основу взяли мальцевскую систему, с поправкой на особенность пашни, впустили на поля серые хлеба: на солончаках они давали наибольший урожай. В результате через три года после того, как Ефремов пришел совхоз, хозяйство стало рентабельным: урожай в совхозе к 1960 году увеличился с 7,1 центнера с гектара до 15,8, продажа мяса возросла с 9 тысяч до 13 тысяч центнеров, молока — с 17000 до 23000 центнеров. Значительно выросла производительность труда, снизилась себестоимость продукции.
В дальнейшем темпы роста производства продолжали расти. Поголовье свиней за пятилетку увеличилось с 13 тысяч до 49 тысяч. Совхоз стал производить ежегодно более 75 центнеров мяса на каждые 100 гектаров пашни, перевыполнял планы реализации продукции по всем показателям. В 1962, 1963 и 1964 годах занимал первое место во Всесоюзном социалистическом соревновании. В 1966 году по итогам работы за пятилетку коллектив совхоза был награждён орденом Трудового Красного Знамени. Наград Родины были удостоены и многие труженики совхоза, а директору было присвоено звание Героя Социалистического Труда.
Указом Президиума Верховного Совета СССР от 22 марта 1966 года за достигнутые успехи в развитии животноводства, увеличении производства и заготовок мяса, молока, яиц, шерсти и другой продукции Ефремову Григорию Михайловичу присвоено звание Героя Социалистического Труда с вручением ордена Ленина и золотой медали «Серп и Молот».
В 1974 году в совхозе было получено свыше 100 тысяч поросят и продано государству 81617 центнеров мяса. За новые успехи в труде Г. М. Ефремов был удостоен орденов Ленина и Октябрьской Революции, награждён двумя золотыми и четырьмя бронзовыми медалями ВДНХ.
Г. Ефремов вёл большую общественную работу: делегат XXIII съезда КПСС, участник многих пленумов ЦК КПСС, всесоюзных совещаний, не раз выступал в Кремле по вопросам развития сельского хозяйства. Более 27 лет избирался членом обкома и райкома партии, членом бюро райкома КПСС, членом парткома совхоза.
Жил и работал в селе Красная Звезда Краснозвездинского сельсовета Шадринского района Курганской области. Посёлок Красная Звезда занял во всесоюзном соревновании первое место по благоустройству и озеленению.
Григорий Михайлович Ефремов скончался 1 апреля 1978 года. Похоронен в селе Красная Звезда Краснозвездинского сельсовета Шадринского района Курганской области, ныне село входит в Шадринский муниципальный округ той же области. 18 октября 1980 года на его могиле был открыт мемориальный комплекс.

## Награды
- Герой Социалистического Труда, 22 марта 1966 года
  - Орден Ленина № 345700
  - Медаль «Серп и Молот» № 12756
- Орден Ленина, 6 сентября 1973 года
- Орден Октябрьской Революции, 8 апреля 1971 года
- Орден Отечественной войны II степени, 26 мая 1945 года[7]
- Орден Красной Звезды, 18 мая 1944 года[8]
- медали.
- Большая золотая, Малая золотая и четыре бронзовые медали ВСХВ и ВДНХ
- Решением депутатов сельской Думы ему присвоено звание почётного гражданина села Красная Звезда (посмертно).
- Почётный гражданин Курганской области (2 февраля 2016) — за весомый вклад в социально-экономическое развитие Курганской области[9]
- О жизни и делах Г. М. Ефремова курганец Юлиан Скоблин написал пьесу «За уральскою грядой».
- Был снят телефильм «Дороги комиссара Ефремова» (1972, режиссер С. М. Зеликин)[10].

## Память
- Улица в городе Шадринске Курганской области
- Улица в селе Красная Звезда Шадринского муниципального округа Курганской области
- В селе Красная Звезда в 2003 году, на площади возле сельсовета, в день 45-летия села, основателем которого он был, установлен бюст (скульптор Епишев) — 55°58′50″ с. ш. 63°27′20″ в. д.HGЯO
- В 1978 году постановлением Совета Министров РСФСР средней школе в селе Красная Звезда присвоено имя Героя Социалистического Труда Г. М. Ефремова, ныне Муниципальное казенное общеобразовательное учреждение «Краснозвездинская средняя общеобразовательная школа имени Григория Михайловича Ефремова Шадринского района Курганской области»[11].
- Премия имени Г. М. Ефремова вручаются лучшим животноводам Шадринского района с 1999 года.
- 5 февраля 2016 года на районном торжественном собрании дан старт Году Г. М. Ефремова в Шадринском районе.
- Ежегодно в селе Красная Звезда проводится командный турнир памяти Героя Социалистического Труда Г. М. Ефремова (бильярдный спорт)[12]

## Семья
- Отец Ефремов Михаил Иванович[13]
- Мать Ефремова Мария Павловна
- Жена Зоя Леонидовна. Познакомились на фронте, где она служила писарем штаба. Впоследствии — главный экономист совхоза «Красная Звезда», кавалер ордена Трудового Красного Знамени
  - Сын Георгий
  - Сын Александр (род. 30 ноября 1946) — заместитель начальника Главного управления общественного питания Управления делами Президента Российской Федерации
  - Сын Михаил (род. 10 февраля 1951) — директор СПК «Красная Звезда»
  - Сын Лев (род. 24 декабря 1954) — председатель Курганской областной Думы II созыва